# Cierpiący Sługa Jahwe
Cierpiący Sługa Jahwe (łac. Vir Dolorum czyli Mąż Boleści, hebr. אִ֥ישׁ מַכְאֹב֖וֹת [ish makh’ovot] czyli Mąż Cierpień) to teologiczne pojęcie biblijne. Według teologii chrześcijańskiej jest najważniejszym wśród starotestamentowych zapowiedzi Mesjasza, czyli Jezusa Chrystusa, a według teologii judaistycznej stanowi zbiorowe określenie cierpiącego Izraela.

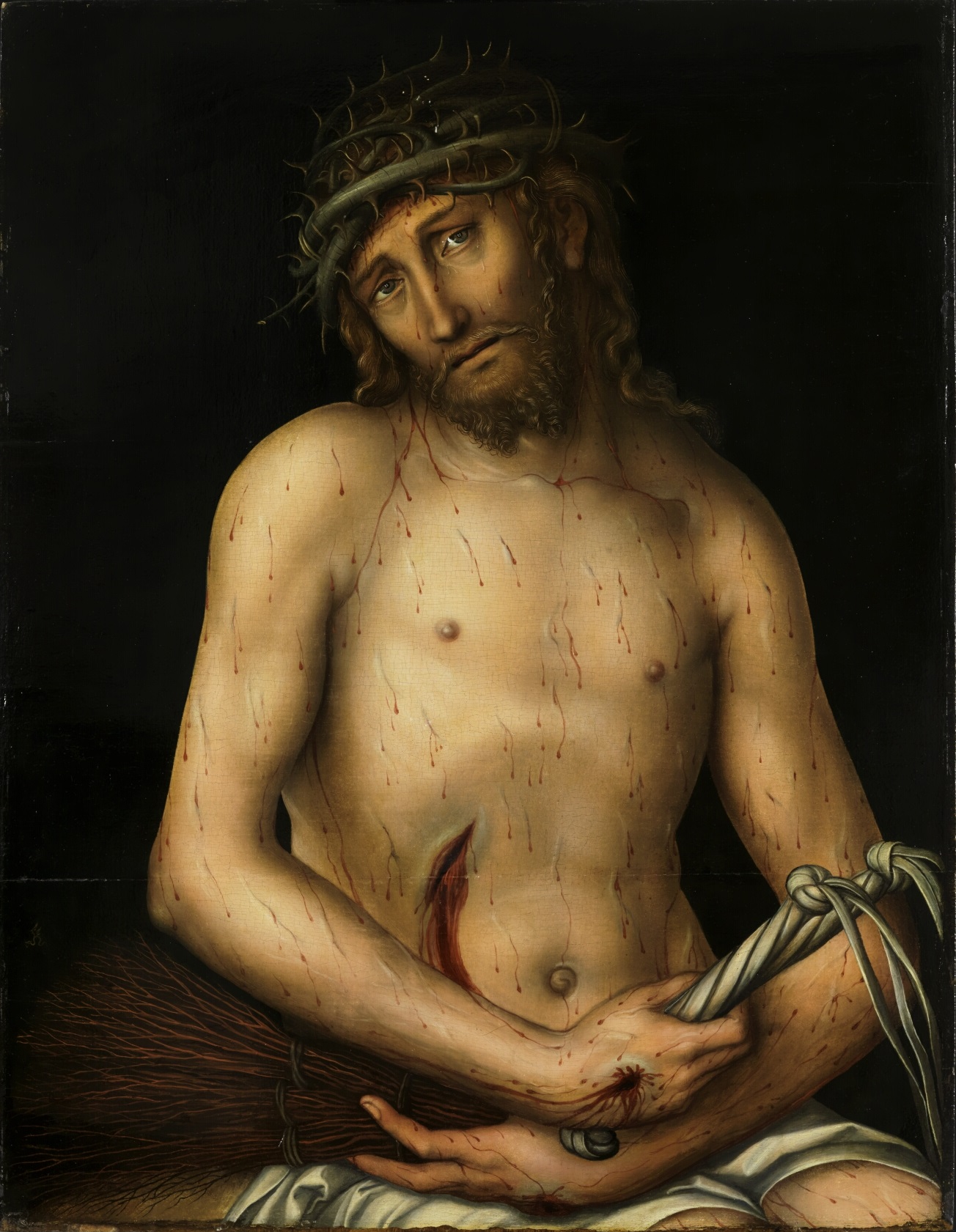
Christus Vir Dolorum, Lucas Cranach starszy, XV wiek, Schloss Gottorf, Landesmuseum für Kunst- und Kulturgeschichte, Schleswig

Ikonografia chrześcijańska przedstawia Cierpiącego Sługę Jahwe jako Chrystusa Boleściwego.

## Geneza

### Księga Zachariasza
Powstała prawdopodobnie w VI w. p.n.e. Pierwsze wzmianki o mężczyźnie (Posłańcu Bożym), który bierze na siebie cierpienia ludzkości, znajdują się w Księdze Zachariasza. Tam Posłaniec jest pokornym "Królem pokoju", który wjeżdża do Jerozolimy na oślątku, źrebięciu oślicy (Za 9, 9-10). Jest też dobrym Pasterzem (Za 11, 4-17), a Pasterz ten zostanie odrzucony i zabity, i jego ofiara przyczyni się do odnowienia Przymierza. Jest też kimś nienazwanym, zostaje przebity i jest opłakiwany, a stanie się źródłem Ducha Łaski: Będą patrzeć na tego, którego przebodli, i boleć będą nad nim, jak się boleje nad jedynakiem, i płakać będą nad nim, jak się płacze nad pierworodnym. W owym dniu wytryśnie źródło dla domu Dawida i dla mieszkańców Jerozolimy, na obmycie grzechu i zmazy (Za 12,10 i 13,1).

### Księga Izajasza
Redakcji Izajasza (lub Deutero-Izajasza). Powstała prawdopodobnie w VI w. p.n.e.
- Pierwsza pieśń Sługi Jahwe (Iz 42, 1-7 (1-9)) Jahwe sam opowiada o swoim Słudze, któremu dał swojego Ducha, tak jak dawał go prorokom i królom. Ten Sługa przyniesie Prawo narodom i pouczenie wyspom (oba te określenia: narody i wyspy w Biblii oznaczają pogan)[3], czyli misja Sługi ma być skierowana głównie do pogan. Sługa ma być przymierzem dla ludzi i światłością dla narodów.
- Druga pieśń Sługi Jahwe (Iz 49, 1-6 (1-9a)) Sługa sam zwraca się do wysp i ludów najdalszych, mówi o swoim powołaniu z łona matki i o swojej roli narzędzia w rekach Jahwe. Opowiada o tym, że jego trudy odnoszą niewielki skutek: Próżno się trudziłem, na darmo, i na nic zużyłem swe siły. Jednak Jahwe objawia swoje prawdziwe plany względem Sługi: A teraz przemówił Jahwe, który mnie ukształtował od początku na Swego Sługę, bym nawrócił do niego Jakuba i zgromadził Mu Izraela. Ustanowię Cię światłością dla pogan, aby moje zbawienie dotarło aż do krańców ziemi. Dalej Jahwe mówi o wielkim poniżeniu Sługi i o jego przyszłej chwale.
- Trzecia pieśń Sługi Jahwe (Iz 50, 4-9 (4-11)) Sługa mówi o sobie samym, że Bóg obdarzył go językiem wymownym, i otwiera mi uszy, a Ja się nie sprzeciwiam, ani się na wstecz wracam.  Dalej Sługa opisuje swoje pohańbienie i doznawane zniewagi, które nie są dla niego hańbą z powodu Boga: Ciała mego nadstawiam bijącym, a policzków moich tym, którzy mię targają; twarzy mojej nie zakrywam od obelżenia i plwania. Bo panujący Pan wspomaga mię; przetoż nie bywam pohańbiony. Dla tego postawiłem twarz moję jako krzemień, gdyż wiem, że pohańbiony nie będę. Bliskoć jest ten, który mię usprawiedliwia. Któż się sprzeczać będzie ze mną?
- Czwarta pieśń Sługi Jahwe (Iz 52,13 - 53,12) zawiera najbardziej bezpośrednie odniesienia do misji Sługi. W pierwszej części tej Pieśni (Iz 52, 11-15) Bóg sam mówi o moim Słudze: Oto się powiedzie mojemu Słudze, wybije się, wywyższy i wyrośnie bardzo. Jednocześnie Sługa zostanie oszpecony lub okaleczony, co stanie się zapowiedzią niesłychanego wydarzenia: Jak wielu osłupiało na jego widok, bo nieludzko został oszpecony jego wygląd i postać jego była niepodobna do ludzi. Tak mnogie narody się zdumieją, królowie zamkną przed nim usta, gdyż ujrzą coś, czego nigdy nie opowiadano i pojmą coś niesłychanego. Następnie pojawia się opis pohańbienia, męki i cierpienia Sługi (Męża Boleści): Najwzgardzeńszy był, i najpodlejszy z ludzi, mąż boleści, a świadomy niemocy, i jako zakrywający twarz swoję; najwzgardzeńszy mówię, skądeśmy go za nic nie mieli. Potem opisana jest rola Sługi jako ofiary dla Boga, biorącej na siebie przewinienia całej ludzkości dla jej wybawienia:Zaiste on niemocy nasze wziął na się, a boleści nasze własne nosił; a myśmy mniemali, że jest zraniony, ubity od Boga i utrapiony. Lecz on zraniony jest dla występków naszych, starty jest dla nieprawości naszych; kaźń pokoju naszego jest na nim, a sinością jego jesteśmy uzdrowieni. Wszyscyśmy jako owce zbłądzili, każdy na drogę swą obróciliśmy się, a Pan włożył nań nieprawość wszystkich nas. Następuje charakterystyka Sługi jako pokornej ofiary, osądzonej i zabitej dla wyratowania grzeszników: Uciśniony jest i utrapiony, a nie otworzył ust swoich; jako baranek na zabicie wiedziony był, i jako owca przed tymi, którzy ją strzygą, oniemiał, i nie otworzył ust swoich. Z więzienia i z sądu wyjęty jest; przetoż rodzaj jego któż wypowie? Albowiem wycięty jest z ziemi żyjących, a zraniony dla przestępstwa ludu mojego.

### Kontrowersje
Judaizm neguje osobowy charakter Ciepiącego Sługi Jahwe i uznaje, że jest to zbiorowy symbol lub metafora całego ludu żydowskiego, cierpiącego dla dobra ludzkości. Teologia chrześcijańska polemizuje z taką interpretacją, wskazując, że nie ma podstaw do negowania osobowego Sługi, a jego misja jest wyjątkowa, ponieważ judaizm nie zna pojęcia przebłagalnej ofiary ze śmierci i cierpienia człowieka ani nie kieruje swojej misji szczególnie do pogan.